# Węgry na Zimowych Igrzyskach Olimpijskich 1988
Węgry na Zimowych Igrzyskach Olimpijskich 1988 reprezentowało 5 zawodników: 3 mężczyzn i 2 kobiety. Był to piętnasty start reprezentacji Węgier na zimowych igrzyskach olimpijskich.

## Skład kadry

### Biathlon
Mężczyźni
| Konkurencja  | Zawodnik     | Pudła 1 | Czas    | Pozycja |
| ------------ | ------------ | ------- | ------- | ------- |
| 10 km Sprint | Zsolt Kovács | 0       | 28:13,9 | 48      |

| Konkurencja | Zawodnik     | Czas      | Pudła | Skorygowany czas 2 | Pozycja |
| ----------- | ------------ | --------- | ----- | ------------------ | ------- |
| 20 km       | Zsolt Kovács | 1'02:15,2 | 4     | 1'06:15,2          | 54      |

### Biegi narciarskie
Mężczyźni
| Konkurencja | Zawodnik    | Bieg      | Bieg    |
| Konkurencja | Zawodnik    | Czas      | Pozycja |
| ----------- | ----------- | --------- | ------- |
| 15 km klas. | Gábor Mayer | 47:56,2   | 57      |
| 30 km klas. | Gábor Mayer | 1'39:03,5 | 63      |

### Łyżwiarstwo figurowe
Kobiety
| Zawodniczka     | J.O. | P.K. | J.D | Pkt.Og. | Pozycja |
| --------------- | ---- | ---- | --- | ------- | ------- |
| Tamara Téglássy | 19   | 22   | 15  | 35,2    | 19      |

Pary taneczne
| Zawodnicy              | P.Ob. | P.Or. | P.D. | Pkt.Og. | Pozycja |
| ---------------------- | ----- | ----- | ---- | ------- | ------- |
| Klára Engi Attila Tóth | 7     | 7     | 7    | 14,0    | 7       |